# Luigi Nomis di Cossilla
Luigi Giovanni Maria Maurizio Nomis di Cossilla (Genova, 17 novembre 1793 – Torino, 4 ottobre 1859) è stato un nobile italiano, sindaco di Torino nel 1829 e addetto con varie mansioni ai Regi archivi di Torino.

## Biografia
Nacque a Genova nel periodo in cui il padre, conte Agostino, era ambasciatore sabaudo presso la Repubblica di Genova.
Il padre lo tenne prudentemente lontano dalla società napoleonica, evitandogli anche il servizio militare, e lo avviò agli studi di architettura.
Nel 1813 Luigi Nomis di Cossilla sposò a Torino Marianna Galeani Napione di Cocconato, figlia del conte Gian Francesco, intellettuale della corte di Vittorio Amedeo III.
Al termine dell’occupazione francese, nel 1814, poté entrare nell’amministrazione sabauda, prima come impiegato volontario presso i Regi archivi e poi, dopo essersi laureato in legge a Genova nel 1816, come bibliotecario.
Sempre nel 1816 fu nominato componente del consiglio comunale di Torino, in qualità di decurione di prima classe.
In quel periodo espresse più volte in pubblico opinioni politiche liberali, che lo allontanarono dagli ambienti di corte, ma non prese parte ai moti del 1821. Successivamente l’ingresso nella Compagnia di San Paolo, che era legata ai gesuiti e alla politica della Restaurazione, lo aiutò nella carriera politica, che lo vide diventare sindaco di Torino nel 1829.
Nel 1831 fu nominato da Carlo Alberto membro del Consiglio di Stato, nel 1832 consigliere di Sua Maestà e nel 1839 vicerettore della Compagnia di San Paolo.
Fu inoltre nominato consigliere, e per un breve periodo vicepresidente, della neonata Società Reale di Assicurazioni generale e mutua contro gli incendi (l’attuale Reale Mutua Assicurazioni).
Si oppose al libero accesso ai Regi archivi da parte degli storici che componevano la Deputazione sabauda di storia patria istituita da Carlo Alberto nel 1833, ma anche alla distruzione di alcuni documenti voluta dallo stesso sovrano, e ne trascrisse in segreto alcuni tra i quali la Vita dell’illuminista Pietro Giannone.
Tra il 1850 e il 1851 lasciò gli incarichi pubblici e morì a Torino nel 1859.
Formò e lasciò alla città di Torino una collezione di undicimila lettere e autografi.
Il figlio Augusto fu sindaco di Torino, deputato, prefetto e senatore del Regno.